# Anticheta borealis
Anticheta borealis är en tvåvingeart som beskrevs av Foote 1961. Anticheta borealis ingår i släktet Anticheta och familjen kärrflugor. Inga underarter finns listade i Catalogue of Life.